# Pimenta racemosa

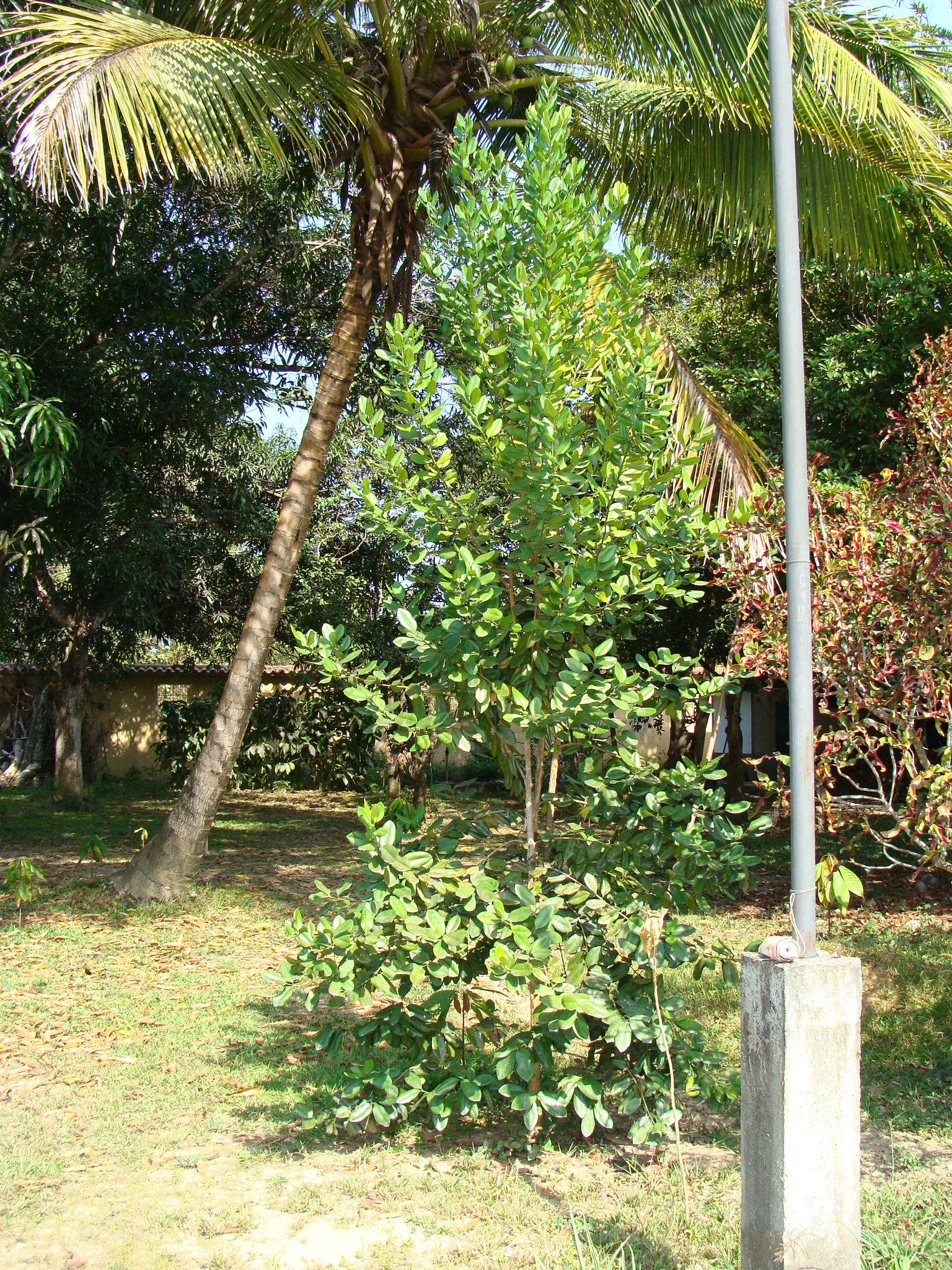
Planta de bay-rum, en primer plano, en el jardín de una casa cerca de Curiepe, estado Miranda (Venezuela).

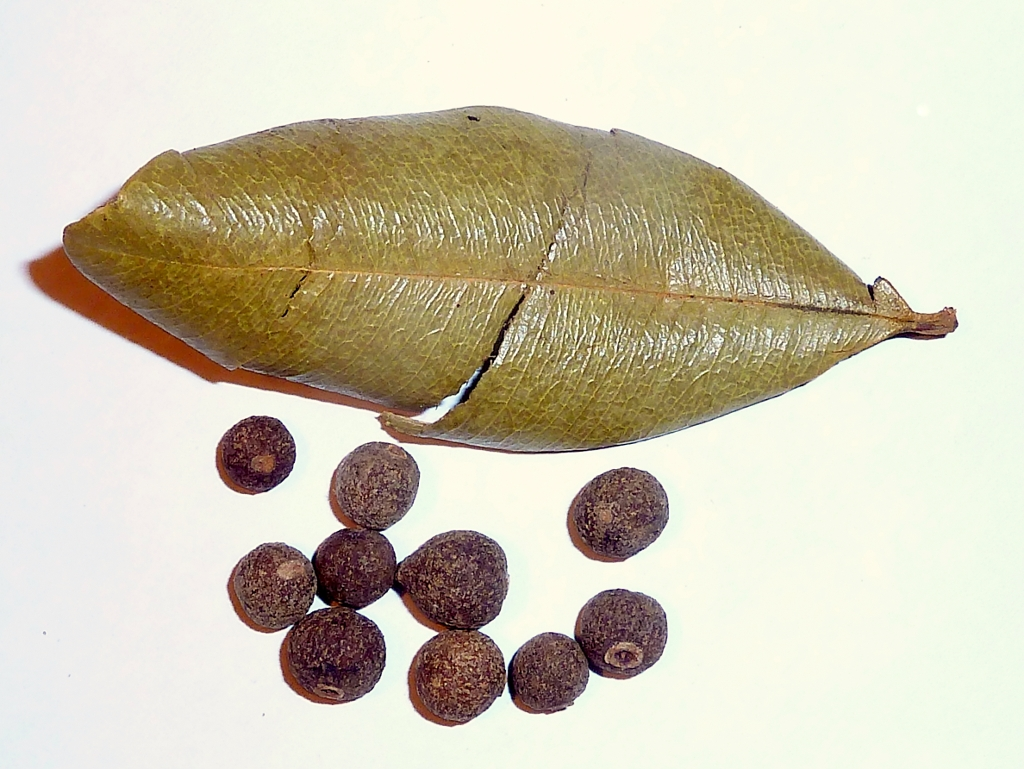
Hoja y bayas secas.

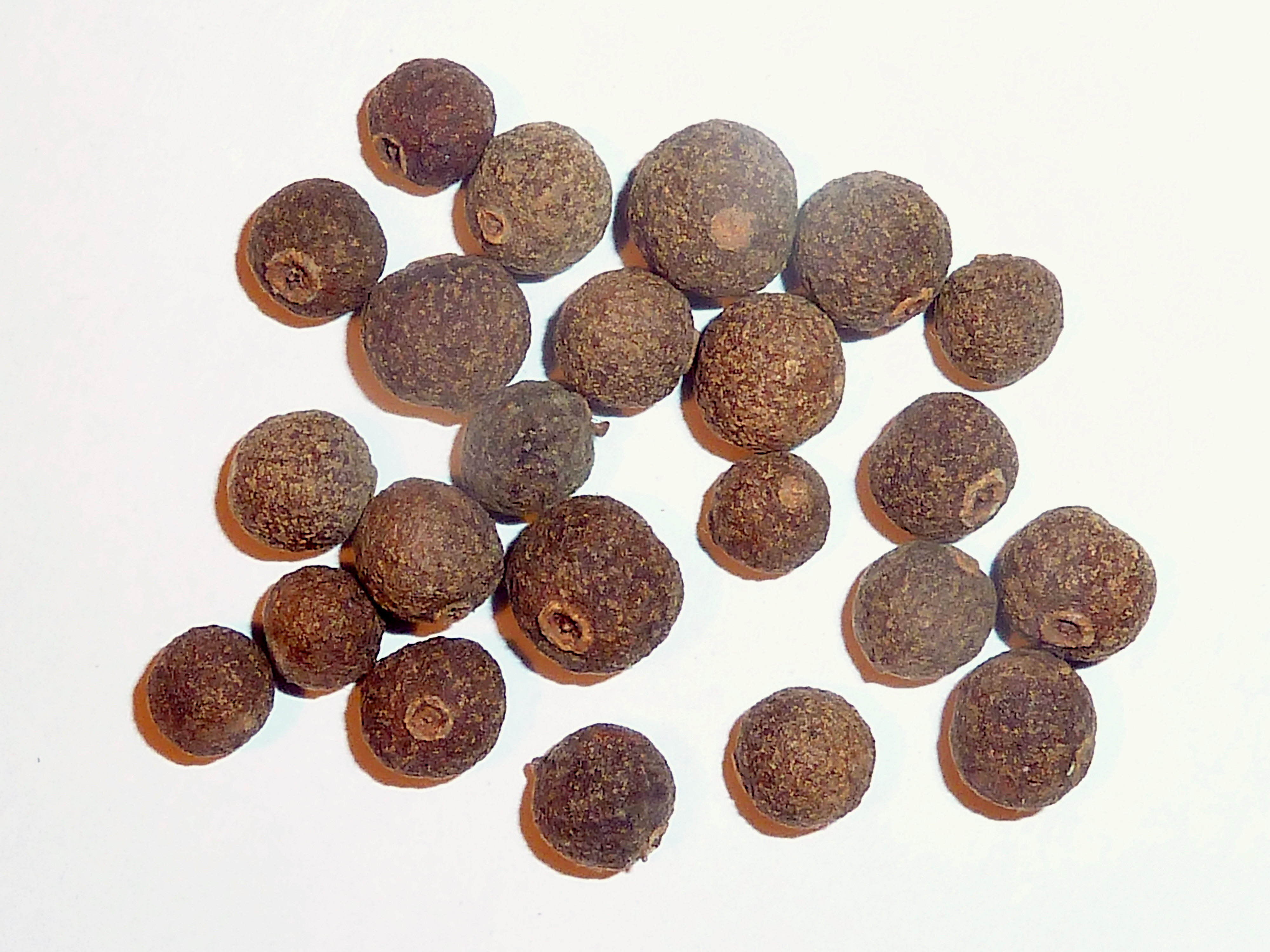
Bayas secas.

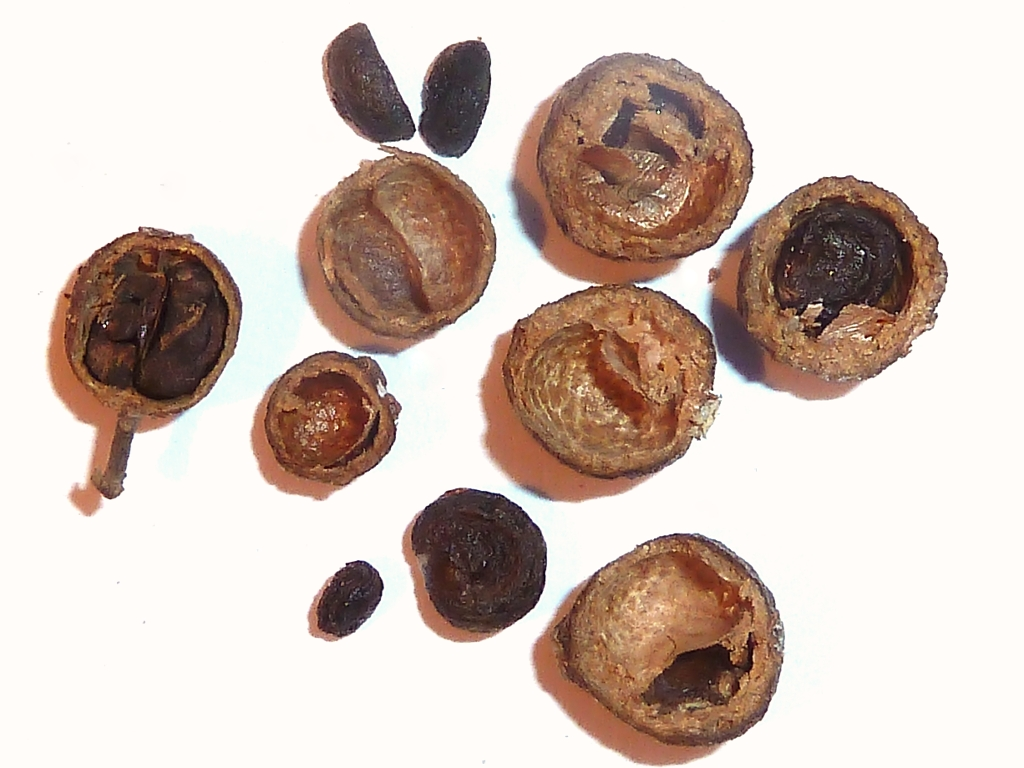
Granos secos (bayas) cortados transversalmente desde el ápice al pedúnculo, con semillas in situ y semillas sueltas.

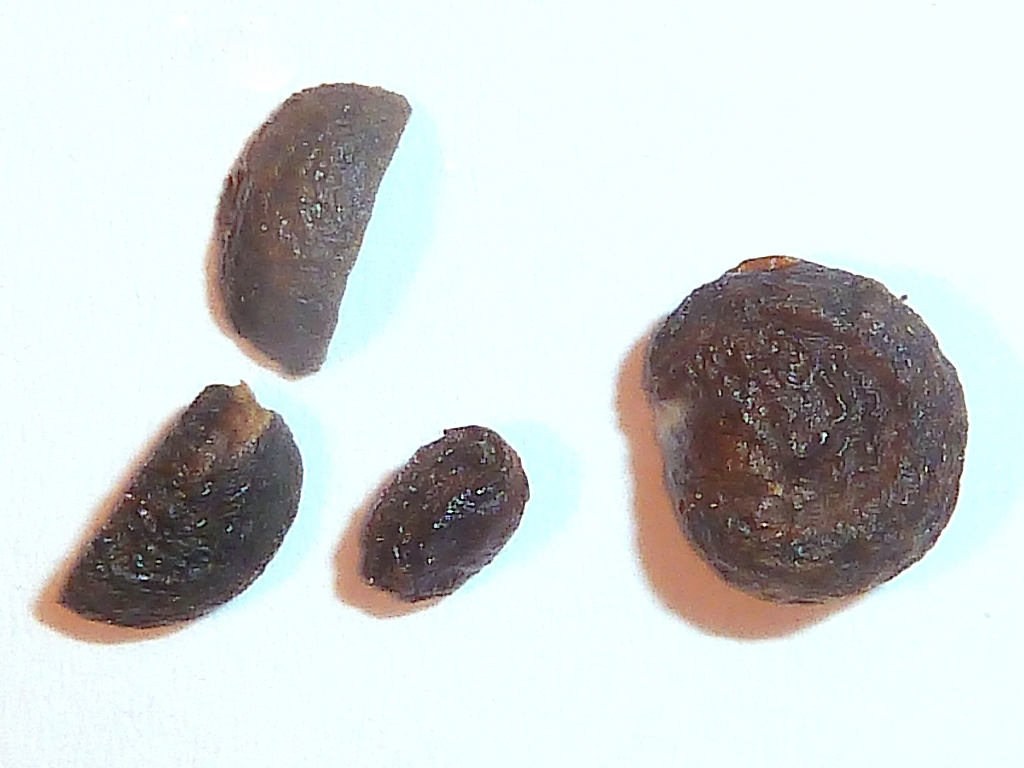
Semillas sueltas.

La malagueta o el "bay-rum"  —"bois d'Inde", "bois senteur", "piment couronné", guayabita, pimienta dulce entre otros nombres, en las Antillas francófonas—   (Pimenta racemosa) es un árbol de la familia Myrtaceae oriundo de las Antillas y la Guayana, de cuyas hojas se obtienen unos aceites esenciales, muy aromáticos, que se conocen también como bay-rum.

## Descripción
Es un árbol de cuatro a doce metros de altura, de tronco recto y copa frondosa de hojas con pecíolos  de 3-10 mm de largo y limbo entero, obovado, oblanceolado o elíptico de (1,5)4-10(12,5) cm de largo y 2,5-6 cm de ancho, coriáceo, basalmente agudo, finamente reticulado y veteado, de color verde bastante oscuro, brillante por la haz, sin brillo y pálido por el envés que esta finamente puntuado de glándulas de las cuales emanan su olor aromático. Las inflorescencias se presentan en cimas pedunculadas de flores de unos 10 mm, con cáliz de 5 sépalos basalmente soldados e igual número de pétalos blancos, de ovario ínfero con un solo estilo y numerosos estambres. El fruto es una baya —en su sentido amplio, pues estrictamente hablando es una pseudobaya ya que deriva de un ovario ínfero— globular de 7-12 mm de diámetro, de superficie finamente granulada de color pardo oscuro en la madurez, y con restos del estilo y del cáliz (en forma de corona  —de allí uno de sus nombres vernaculares en Francés, "piment couronné", pimienta coronada—  en el ápice. Encierra 1-2 semillas arrugadas de forma ovoide-arriñonada. Es un árbol de crecimiento lento, raíces profundas y vida bastante larga.

## Distribución
Es planta nativa de las Antillas (Entre otras islas: Anguila (isla), Antigua y Barbuda, Barbados, Cuba, Dominica, Granada, Guadalupe, Haití, República Dominicana, Martinica, Montserrat, Puerto Rico, Trinidad y Tobago, Tórtola, islas Vírgenes). También cultivada en otras países, en particular de Oceanía (Tonga, Hawái, Nueva Caledonia, Fiji, Polinesia Francesa, Guam, islas Cook,...), donde, en unas de estas islas, incluso se ha vuelto invasiva (Tonga, Fiji, islas Cook).

## Usos

### Alimenticios
De todas las partes del arbusto sale un olor aromático y estimulante.
No debe confundirse la malagueta con la Pimenta dioica (pimienta de Jamaica). Las semillas de la primera son tóxicas; la segunda se utiliza como especia.

### Uso externo
Las hojas son estimulantes y, una vez destiladas con ron —y de allí su nombre "bay-rum": "ron de baya"— se obtiene una loción tónica y refrescante de variados usos en perfumería, muy empleado en el siglo XX, aunque su uso es ahora mucho menos frecuente. Todavía se fabrica en las islas anglohablantes del Caribe, y se usa en fricciones contra el cansancio, los dolores de cabeza, los golpes y hematomas y para refrescar el cuerpo.

## Sinonimia
- Caryophyllus racemosus Mill., Gard. Dict., ed. 8: 5, 1768

## Variedades aceptadas y sus sinónimos
- Pimenta racemosa  var. grisea (Kiaersk.) Fosberg, Amer. Midl. Naturalist, 27: 762, 1942 - Desde la República Dominicana hasta las Islas Vírgenes.
  - Pimenta acris var. grisea Kiaersk., Bot. Tidsskr., 17: 289, 1890
  - Amomis caryophyllata var. grisea (Kiaersk.) Kiaersk., Bot. Jahrb. Syst., 19: 575, 1894
  - Amomis grisea (Kiaersk.) Britton, Sci. Surv. Porto Rico & Virgin Islands, 6: 28,1925
- Pimenta racemosa var. hispaniolensis (Urb.) Landrum, Brittonia, 36: 242, 1984 De la Hispaniola.
  - Amomis hispaniolensis Urb., Ark. Bot., 20A(5): 21,1926
  - Pimenta hispaniolensis (Urb.) Burret, Notizbl. Bot. Gart. Berlin-Dahlem, 15: 511, 1941
  - Amomis pauciflora Urb., Ark. Bot., 21A(5): 21, 1927
  - Pimenta pauciflora (Urb.) Burret, Notizbl. Bot. Gart. Berlin-Dahlem, 15: 511,1941
  - Pimenta crenulata Alain, Moscosoa, 1: 29, 1976
- Pimenta racemosa var. ozua (Urb. & Ekman) Landrum, Brittonia, 36: 242, 1984. Del centro y norte de la Hispaniola.
  - Amomis ozua Urb. & Ekman, Ark. Bot., 22A(10): 22, 1929
  - Pimenta ozua (Urb. & Ekman) Burret, Notizbl. Bot. Gart. Berlin-Dahlem, 15: 511, 1941
  - Amomis anisomera Urb. & Ekman, Ark. Bot., 22A(10): 23 (1929).
  - Pimenta anisomera (Urb. & Ekman) Burret, Notizbl. Bot. Gart. Berlin-Dahlem, 15: 511,1941
- Pimenta racemosa var. racemosa. De la región del Caribe al norte de Venezuela.
  - Myrtus caryophyllata Jacq., Observ. Bot. 2: 1, 1767, nom. illeg.
  - Myrtus acris Sw., Prodr., 79, 1788
  - Myrtus citrifolia Poir. in J.B.A.P.M.de Lamarck, Encycl., 4: 410, 1798
  - Myrcia acris (Sw.) DC., Prodr., 3: 243, 1828
  - Myrcia pimentoides DC., Prodr., 3: 243, 1828
  - Eugenia tabasco (Willd. ex Schltdl. & Cham.) G.Don, Gen. Hist., 2: 866, 1832
  - Myrtus pimentoides (DC.) T.Nees in M.F.Weihe & al., Pl. Offic., Suppl., t. 89, 1833
  - Pimenta acris (Sw.) Kostel., Allg. Med.-Pharm. Fl., 4: 1526, 1835
  - Pimenta citrifolia (Poir.) Kostel., Allg. Med.-Pharm. Fl., 4: 1525, 1835
  - Pimentus cotinifolia Raf., Sylva Tellur., 105, 1838
  - Amomis oblongata var. occidentalis O.Berg, Handb. Pharm. Bot., 340, 1855
  - Amomis acris (Sw.) O.Berg, Linnaea, 27: 417, 1856
  - Amomis acris var. grandifolia O.Berg, Linnaea, 27: 418, 1856
  - Amomis acris var. obtusata O.Berg, Linnaea, 27: 418 (1856).
  - Amomis acris var. parvifolia O.Berg, Linnaea, 27: 418, 1856
  - Amomis oblongata O.Berg, Linnaea, 27: 421, 1856
  - Amomis pimento O.Berg, Linnaea, 27: 418, 1856
  - Amomis pimento var. jamaicensis O.Berg, Linnaea 27: 419, 1856
  - Amomis pimento var. surinamensis O.Berg, Linnaea 27: 419, 1856
  - Amomis pimentoides O.Berg, Linnaea, 27: 420, 1856
  - Pimenta acris var. pimentoides (DC.) Griseb., Fl. Brit. W. I., 241, 1860
  - Pimenta pimento Griseb., Fl. Brit. W. I., 241, 1860
  - Pimenta acuminata Bello, Anales Soc. Esp. Hist. Nat., 10: 270, 1881
  - Amomis caryophyllata Krug & Urb., Bot. Jahrb. Syst., 19: 573, 1894
  - Pimenta tabasco (Willd. ex Schltdl. & Cham.) Lundell, Wrightia, 2: 58, 1960
- Pimenta racemosa var. terebinthina (Burret) Landrum, Brittonia, 36: 243, 1984 Del norte de la República Dominicana.
  - Pimenta terebinthina Burret, Notizbl. Bot. Gart. Berlin-Dahlem, 15: 511, 1941[5]

## Nombres comunes
- canela aclavillada de las Antillas, pimienta de Tabasco, xocoxochitl.[6]